# Molophilus laxus
Molophilus laxus är en tvåvingeart som beskrevs av Alexander 1950. Molophilus laxus ingår i släktet Molophilus och familjen småharkrankar. Inga underarter finns listade i Catalogue of Life.